# Astro (nome)
Astro  è un nome proprio di persona italiano maschile.

## Varianti
- Femminili: Astra[1]

### Varianti in altre lingue
- Inglese
  - Femminili: Astra[2]

## Origine e diffusione
SI tratta di un nome augurale, che deriva dal latino astrum ("astro", "stella"), o dal greco antico ἄστρον (astron, da cui il latino deriva, di identico significato); alla stessa radice risalgono anche i nomi Astrea e Asterio, a cui è quindi correlato etimologicamente.
La sua forma femminile, Astra, è usata molto raramente anche in inglese, ma solo dal XX secolo, e può rifarsi anche direttamente al plurale latino di astrum, astra; usi precedenti di tale nome, attestati fin dal XVII secolo, costituiscono quasi sicuramente varianti del nome Astrea.
Dal punto di vista semantico, il nome Astro è analogo a Stella, Ester, Csilla, Najm, Ylli, Hoshi, Citlali e Tara.

## Onomastico
Nessun santo porta questo nome, che quindi è adespota; l'onomastico si può festeggiare il 1º novembre, festa di Ognissanti.

## Persone
- Astro Galli, calciatore italiano
- Astro Mari, clarinettista, paroliere e compositore italiano

### Variante femminile Astra
- Astra Lanz, attrice italiana

## Il nome nelle arti
- Astrum è il nome italiano di un personaggio della serie Transformers
- Aster è uno dei personaggi principali dei romanzi delle Cronache del Mondo Emerso e Le guerre del Mondo Emerso, scritti da Licia Troisi.